# Stade Azadi
 (mars 2025).
Si vous disposez d'ouvrages ou d'articles de référence ou si vous connaissez des sites web de qualité traitant du thème abordé ici, merci de compléter l'article en donnant les références utiles à sa vérifiabilité et en les liant à la section « Notes et références ».
Le stade Azadi (en persan : استاديوم آزادی, Stadium Āzādi) est un stade iranien, se situant à l'ouest de Téhéran, d'accès facile pour les habitants de la capitale. Il s'agit du plus grand stade du pays ayant une capacité de 78 116 places pour accueillir les compétitions sportives (football) et de 75 000 places pour les concerts. Il fut construit en 1974 à l'occasion des Jeux Panasiatiques de 1974. Le stade fait partie du complexe sportif Azadi.
L'Équipe d'Iran de football y évolue ainsi que deux clubs iraniens : le Persépolis Téhéran Football Club et l'Esteghlal Téhéran. Le stade accueille également les matchs à risque du championnat d'Iran de football.
En 2002, le stade bénéficie d'une rénovation avec l'installation d'une nouvelle pelouse, d'un écran géant, l'ajout de places assises dans les tribunes inférieures et un nouveau système de chauffage, puis en 2003 des sièges furent ajoutés aux tribunes supérieures.
Auparavant le stade s'appelait le stade Aryamehr en hommage à Mohammad Reza Pahlavi qui avait créé ce titre. Après la révolution iranienne, le stade est renommé Stade Azadi.
Le Stadium-e Azadi est aussi le nom du quartier où se situe le complexe sportif.

## Histoire
C’est l’entreprise Bouygues qui est chargée du chantier en raison de son expérience dans les chantiers sportifs — le Parc des Princes en 1968. 

## Événements
- Jeux asiatiques de 1974
- Coupe d'Asie des nations de football 1976
- Championnat d'Asie de l'Ouest de football 2004
- Championnat d'Asie de l'Ouest de football 2008

## Galerie

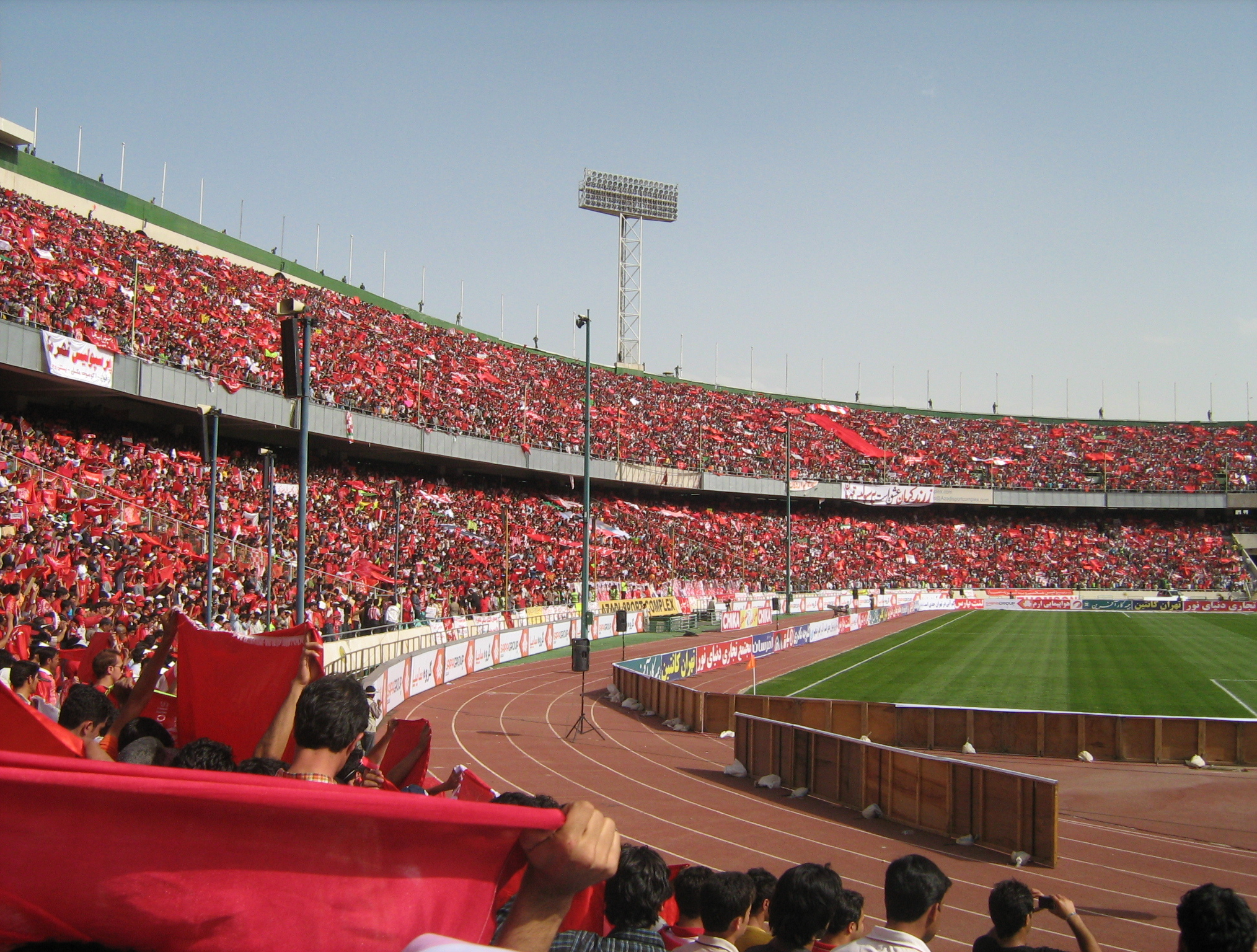
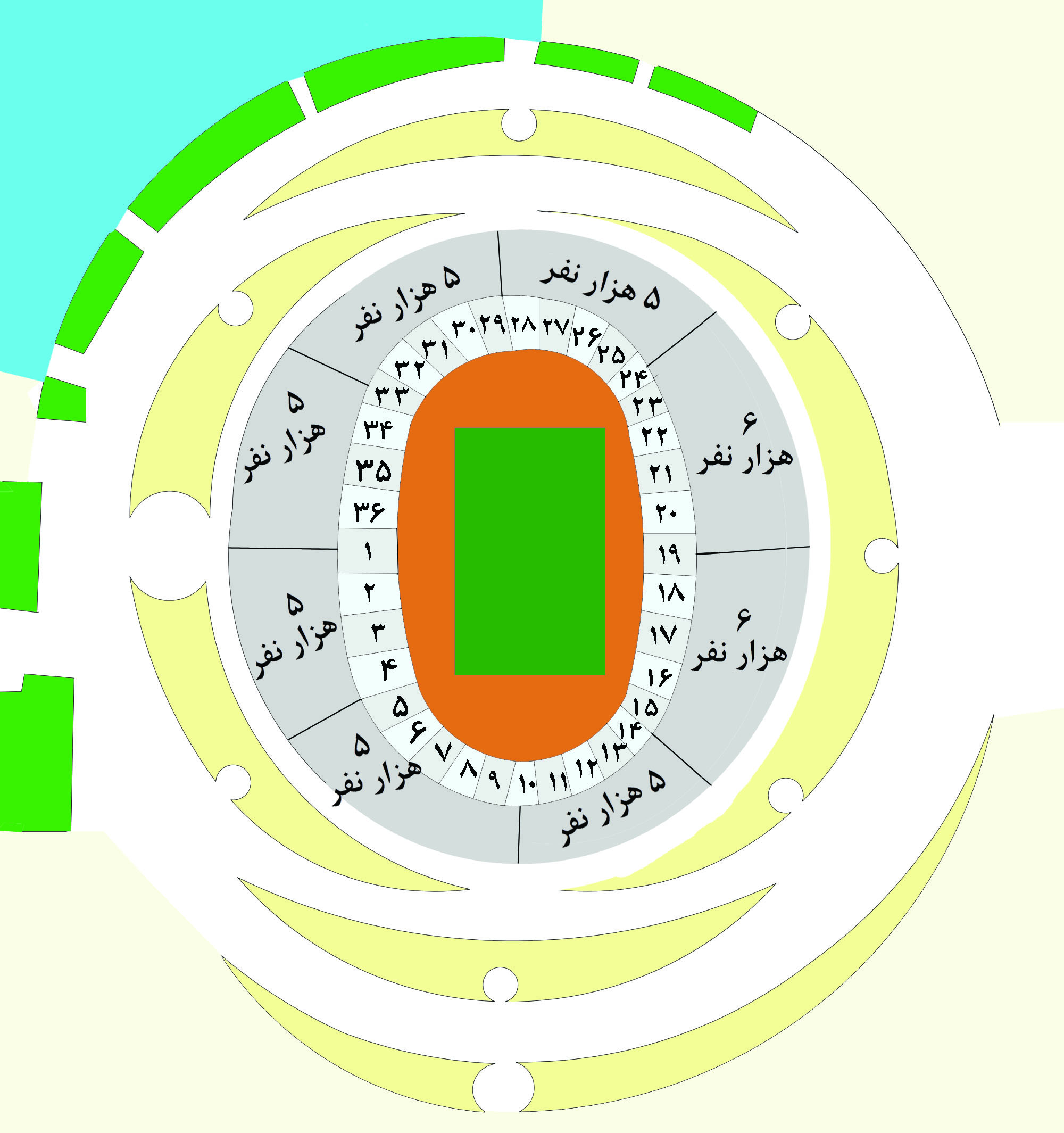
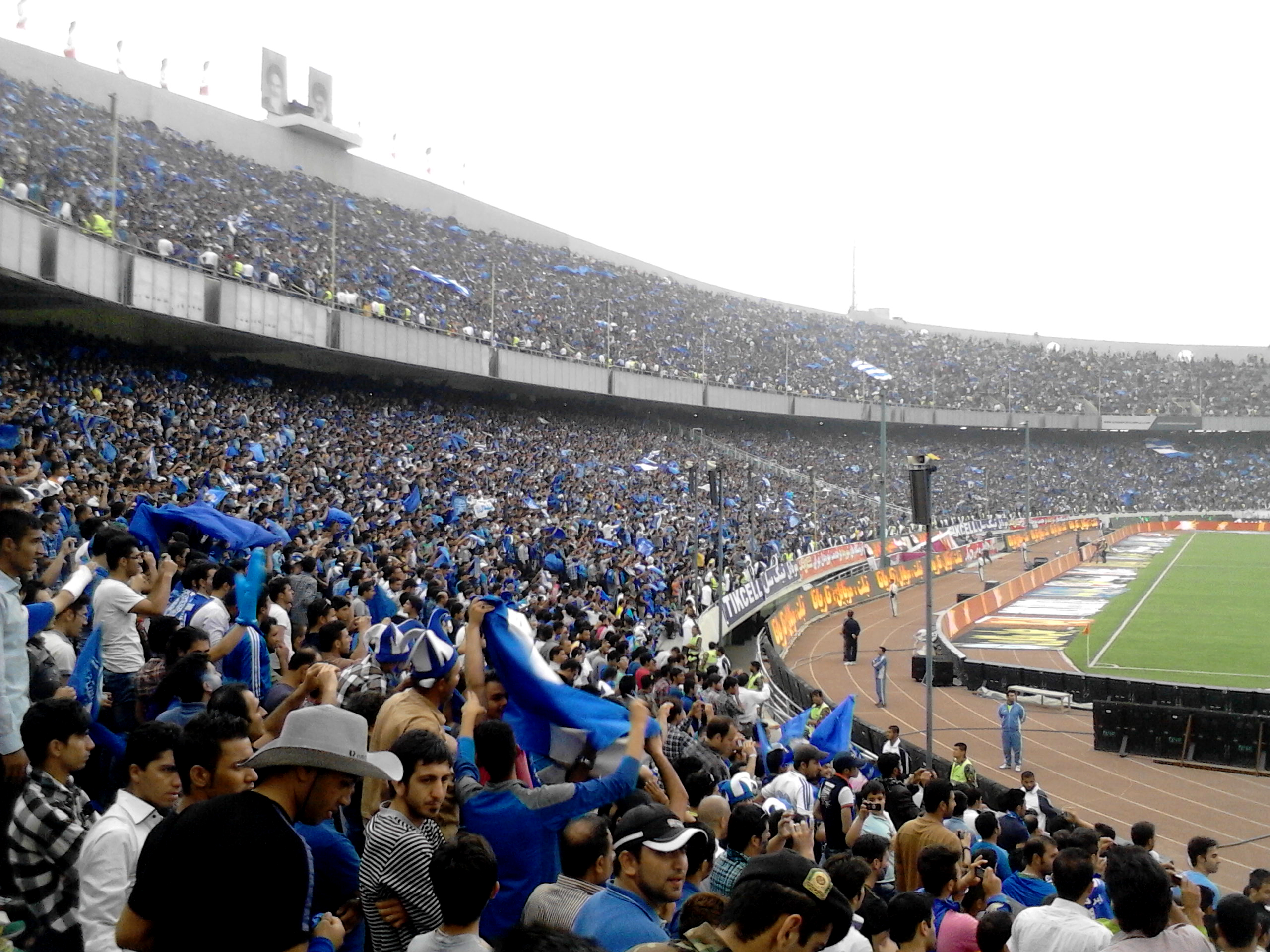
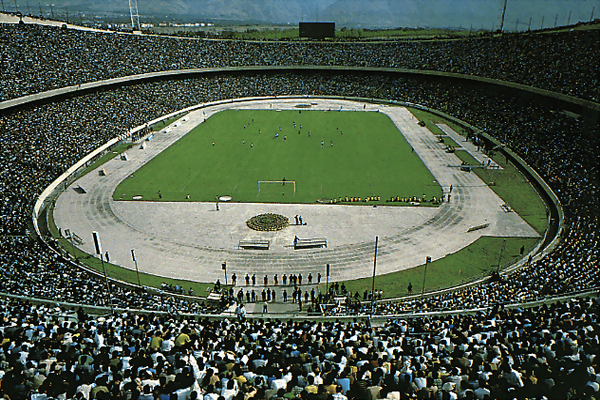